# OR2AE1
OR2AE1 (англ. Olfactory receptor family 2 subfamily AE member 1) – білок, який кодується однойменним геном, розташованим у людей на короткому плечі 7-ї хромосоми. Довжина поліпептидного ланцюга білка становить 323 амінокислот, а молекулярна маса — 36 588.
| 10         |  | 20         |  | 30         |  | 40         |  | 50         |
| ---------- |  | ---------- |  | ---------- |  | ---------- |  | ---------- |
| MWQKNQTSLA |  | DFILEGLFDD |  | SLTHLFLFSL |  | TMVVFLIAVS |  | GNTLTILLIC |
| IDPQLHTPMY |  | FLLSQLSLMD |  | LMHVSTIILK |  | MATNYLSGKK |  | SISFVGCATQ |
| HFLYLCLGGA |  | ECFLLAVMSY |  | DRYVAICHPL |  | RYAVLMNKKV |  | GLMMAVMSWL |
| GASVNSLIHM |  | AILMHFPFCG |  | PRKVYHFYCE |  | FPAVVKLVCG |  | DITVYETTVY |
| ISSILLLLPI |  | FLISTSYVFI |  | LQSVIQMRSS |  | GSKRNAFATC |  | GSHLTVVSLW |
| FGACIFSYMR |  | PRSQCTLLQN |  | KVGSVFYSII |  | TPTLNSLIYT |  | LRNKDVAKAL |
| RRVLRRDVIT |  | QCIQRLQLWL |  | PRV        |  |            |  |            |

A: Аланін

C: Цистеїн

D: Аспарагінова кислота

E: Глутамінова кислота

F: Фенілаланін

G: Гліцин

H: Гістидин

I: Ізолейцин

K: Лізин

L: Лейцин

M: Метіонін

N: Аспарагін

P: Пролін

Q: Глутамін

R: Аргінін

S: Серин

T: Треонін

V: Валін

W: Триптофан

Кодований геном білок за функціями належить до рецепторів, g-білокспряжених рецепторів, білків внутрішньоклітинного сигналінгу. 
Локалізований у клітинній мембрані.